# Малік Микола Йосипович
Мико́ла Йо́сипович Ма́лік (2 вересня 1939, с. Фурманівка, Кам'янець-Подільський район) — український вчений-аграрник, доктор економічних наук, професор, академік НААН, Заслужений діяч науки і техніки України.

## Життєпис
Малік Микола Йосипович народився в селянській сім'ї 2 вересня 1939 року в селі Фурманівка Камянець-Подільського району Хмельницької області. У 1950 році закінчив місцеву сільську школу.
- 1956—1957 — навчання у бухгалтерській школі, с. Гнатівці Меджибіжського району Хмельницької області;
- 1959—1960 — бухгалтер, бригадир колгоспу «До комунізму» Кам'янець-Подільського району Хмельницької області;
- 1960—1965 — студент агрономічного факультету Кам'янець-Подільського сільськогосподарського інституту;
- 1965—1968 — заступник голови колгоспу «Заповіт Леніна» Кам'янець-Подільського району Хмельницької області;
- 1968—1969 — студент економічного відділення педагогічного факультету Української сільськогосподарської академії;
- 1969—1973 — завідувач педагогічним кабінетом, викладач Копичинського технікуму бухгалтерського обліку;
- 1977 — старший науковий співробітник сектору наукової організації праці Українського науково-дослідного інституту економіки і організації сільського господарства ім. О. Г. Шліхтера;
- 1981 — старший науковий співробітник сектору оплати праці того ж інституту;
- 1989—1990 — завідувач сектору внутрішньогосподарської кооперації того ж інституту;
- 2005 — завідувач відділення соціально-економічних проблем розвитку сільських територій, завідувач відділу розвитку підприємництва і кооперації ННЦ «ІАЕ».

## Наукова діяльність
- 1973—1976 — аспірантура Українського науково-дослідного інституту економіки і організації сільського господарства ім. О. Г. Шліхтера;
- 1976 — захист кандидатської дисертації[1];
- 1981 — присвоєно вчене звання старшого наукового співробітника;
- 1982 — присвоєно звання старшого наукового співробітника;
- 1996 — захист докторської дисертації[2];
- 1997 — присвоєно вчене звання професора;
- 1999 — обрано член-кореспондентом УААН;
- 1999 — обрано член-кореспондентом Академії економічних наук України;
- 2007 — обрано академіком УААН Відділення аграрної економіки (кооперація);

Малік М. Й. є членом спеціалізованих вчених рад Київського національного університету імені Тараса Шевченка та Національного наукового центру «Інститут аграрної економіки» НААН, член редакційних колегій журналів «Пропозиція» і «Економіка АПК», збірників наукових праць Житомирського державного технологічного університету та Миколаївського державного аграрного університету.
Під науковим керівництвом М. Й. Маліка підготовлено 34 кандидати і 9 докторів економічних наук.
За активної участі вченого було підготовлено проекти Законів України «Про особливості приватизації в агропромисловому комплексі» та «Про сільськогосподарську кооперацію».

## Почесні звання і нагороди
- 1981 — Диплом ІІІ ступеня ВДНГ СРСР (за участь у розробці «Рекомендації по оплаті праці і підприємствах з агрохімічного обслуговування» нагороджено);
- 1985 — Срібна медаль ВДНГ Української РСР (за впровадження пропозицій з формування підрядних і орендних колективів в аграрних підприємствах);
- 1987 — Срібна медаль ВДНГ СРСР (за вдосконалення внутрішньогосподарських економічних відносин у колгоспах і радгоспах);
- 1990 — Золота медаль ВДНГ СРСР (за вдосконалення внутрішньогосподарських економічних відносин у колгоспах і радгоспах);
- 1989 — Медалі «Ветеран праці», «До 1500-річчя Києва» і Диплом ІІІ ступеня ВДНГ Української РСР;
- 1999, 2004 — Почесні грамоти Кабінету Міністрів України;
- 1999 — Почесне звання заслуженого діяча науки і техніки України;
- 2011 — Знаком Пошани Мінагропрому України;
- 2020 — Орден «За заслуги» ІІІ ступеня[3].

## Публікації
Малік М. Й. опублікував понад 500 наукових праць, у тому числі 16 монографій, розділів у книгах, брошур, 46 методичних рекомендацій.

### Основні публікації
- Малік М. Й. Мотивація виробничої діяльності в аграрній сфері економіки. Монографія. — К., 1995. с.117
- Малік М. Й. Соціально-економічна суть підприємництва та його складові. С.16-44 //В кн. Основи аграрного підприємництва / За ред. М. Й. Маліка. К.: ННЦ ІАЕ. 2000. — 640 с.
- Малік М. Й. Кредитування в системі АПК України: стан і проблеми // Вісник Київського національного університету імені тараса Шевченка, № 46, 2000. с.23-26
- Малік М. Й., Нужна О. А. Вплив механізму оподаткування на конкурентоспроможність аграрних підприємств //Економічні науки — Серія «Облік і фінанси». Збірник наукових праць. Вип.2 (8). Луцьк: ЛДТУ, 2006
- Малік М. Й., Предмирська Н. В. Облік і оподаткування операцій товарними деривативами Економічні науки.– Серія «Облік і фінанси». Збірник наукових праць. Вип.2 (8). Луцьк: ЛДТУ, 2006.– с.104-111
- Малік М. Й., Орлатий М. К. Розвиток сільських територій України //Збірник наукових праць Національної академії державного управління при Президентові України. Випуск 1/2006. К.: НАДУ, 2006. — С. 471-478
- Малік М. Й. Підприємництво в контексті розвитку сільських територій. Теорія і практика розвитку АПК/ Міжнародна науково-практична конференція. Т.1. Львів: Львівський державний аграрний університет. 2006. — С. 217—223.
- Малік М. Й. Актуальное издание по вопросам методики экономических исследований // Економіка АПК. — 2007, № 2
- Малік М. Й., Нужна О. А. Конкурентоспроможність аграрних підприємств: методологія і механізми. Монографія. К.: ННУ ІАЕ, 2007.– 270 с.
- Малік М. Й. До питання сталого розвитку сільських територій //Економіка АПК. 2008. — № 5. С.51-55
- Малік М. Й. Про державне регулювання розвитку сільських територій //Економіка АПК. 2008. — № 2. С.156
- Малік М. Й. Монографічне дослідження системи оподаткування у сільському господарстві України //Облік і фінанси АПК, 2008. — № 3 С.149-150
- Малік М. Й., Пулім В. А. Проблеми розвитку сільських територій// Стратегія розвитку України. Науковий журнал. — № 1-2 , 2008.
- Малік М. Й., Кудінов А. С. Кредитне обслуговування сільськогосподарських кооперативів. Монографія. К.: ННЦ ІАЕ, 2008. — 166 с.
- Малік М. Й., Пулім В. А., Шиндирук І. П. та ін. Сільськогосподарський обслуговуючий кооператив. К.: Аграрна освіта, 2009 — С.126
- Малік М. Й. Аграрно-промислова інтеграція: від теорії до практики. //Економіка АПК, № 9, 2009
- Малік М. Й., Белей С. І. Розвиток сільського господарства в регіоні Карпат. Монографія / Малік М. Й., С. І. Белей. К.: ННЦ ІАЕ. 2008. — 248 с.
- Малік М. Й., Малік Л. М. До проблеми розвитку підприємництва і кооперації на селі. // Збірник наукових праць Подільського державного аграрно-технічного університету м. Кам'янець-Подільський, Подільський державний аграрно-технічний університет, випуск 17, том 2, 2009 р.
- Лупенко Ю. О. Інвестиційні процеси в аграрному секторі економіки в умовах кризи/ Збірник наукових праць// Мінагрополітики України, Подільський державний аграрно-технічний університет, Інститут бізнесу і фінансів — Вип. 17, т. 2 Кам'янець-Подільський, 2009 — С. 525—527.
- Лупенко Ю. О., Лупенко Є. І. Оплата сільськогосподарської праці: проблеми та перспективи Продуктивність агропромислового виробництва/ Науково-практ. зб. — 2009. — № 15. — С. 27-34.
- Малік М. Й., Малік Л. М. До проблеми розвитку підприємництва і кооперації на селі. // Збірник наукових праць Подільського державного аграрно-технічного університету м. Кам'янець-Подільський, Подільський державний аграрно-технічний університет, випуск 17, том 2, 2009 р.
- Лупенко Ю. О. Інвестиційні процеси в аграрному секторі економіки в умовах кризи/ Збірник наукових праць// Мінагрополітики України, Подільський державний аграрно-технічний університет, Інститут бізнесу і фінансів — Вип. 17, т. 2 Кам'янець-Подільський, 2009 — С. 525—527.
- Малік М. Й., Пулім В. А., Шиндирук І. П. та ін. Сільськогосподарський обслуговуючий кооператив. К.: Аграрна освіта, 2009 — С.126
- Малік М. Й. Аграрно-промислова інтеграція: від теорії до практики. //Економіка АПК, № 9, 2009
- Малік М. Й., Хвесик М. А. Сталий розвиток сільських територій на засадах регіонального природокористування та екологобезпечного агропромислового виробництва. Економіка АПК. — 2010. — № 5.
- Малік М. Й., Лузан Ю. Я. Проблемні питання розвитку кооперації та інтеграційних відносин в АПК // Економіка АПК. — 2010. — № 3. — С. 3-8.
- Малік М. Й., Шпикуляк О. Г. Інституціоналізація аграрного підприємництва: трансформація та ефективність. — Економіка АПК. –2010. — № 7.
- Малік М. Й., Лузан Ю. Я. Проблемні питання розвитку кооперації та інтеграційних відносин в АПК // Економіка АПК. — 2010. — № 3. — С. 3-8.
- Малік М. Й. Розвиток корпоративної ідеї в контексті наукових доробок І. І. Лукінова Економіка АПК. — 2011. — № 2. — С. 167—169.
- Малік М. Й., Канінський П. К. Спеціалізація виробництва у підприємницькій діяльності Організаційно-економічна модернізація аграрної сфери: наукова доповідь / за заг.ред. акад. НААН П. Т. Саблука. К.: ННЦ ІАЕ, 2011. — 342 с. — Розд. 6, підрозд. 6.5. — С. 186—189.
- Малік М. Й., Лупенко Ю. О., Пулім В. А. Кооперація та інтеграція в аграрній сфері економіки. Організаційно-економічна модернізація аграрної сфери: наукова доповідь / за заг. ред. акад. НААН П. Т. Саблука. К.: ННЦ ІАЕ, 2011. — 342 с. — Розд.6, підрозд. 6.3. — С. 172—180.
- Малік М. Й., Шпикуляк О. Г. Інститути та інституції у розвитку аграрної сфери економіки Економіка АПК.- 2011.-№ 7. — С. 169-176.
- Малік М. Й. Розвиток малих підприємницьких форм / Розвиток малих підприємницьких форм Організаційно-економічна модернізація аграрної сфери: наукова доповідь / за заг.ред. акад. НААН П. Т. Саблука. К.: ННЦ ІАЕ, 2011.- 342 с.- Розд.6, підрозд.6.2.- С. 167—172.
- Малік М. Й., Гайдуцький П. І., Шпикуляк О. Г. та інші Підприємництво та його організаційно-правові форми // Організаційно-економічна модернізація аграрної сфери: наукова доповідь / за заг.ред. акад. НААН П. Т. Саблука. К.: ННЦ ІАЕ, 2011.- 342с- Розд.6, підрозд.6.1.- С. 164—166
- Козак О. А. Аграрна складова в системі розвитку сільських територій Формування економічних умов розвитку сільських територій. Матеріали Третьої міжнародної науково-практичної конференції молодих вчених(у заочній формі) /[редкол.: П. Т. Саблук, Ю. Я. Лузан, В. М. Жук та ін.]. — К.: ННЦ ІАЕ, 2011.-278 с.
- Козак О. А. Світовий продовольчий прогноз та оцінка сценарію для України Вісник Сумського національного аграрного університету. Серія «Економіка і менеджмент», випуск, 2011. 5/2.
- Малік М. Й., Канінський П. К. Спеціалізація виробництва у підприємницькій діяльності Організаційно-економічна модернізація аграрної сфери: наукова доповідь / за заг.ред. акад. НААН П. Т. Саблука. К.: ННЦ ІАЕ, 2011. — 342 с. — Розд. 6, підрозд. 6.5. — С. 186—189.
- Малік М. Й., Лупенко Ю. О., Пулім В. А. Кооперація та інтеграція в аграрній сфері економіки. Організаційно-економічна модернізація аграрної сфери: наукова доповідь / за заг. ред. акад. НААН П. Т. Саблука. К.: ННЦ ІАЕ, 2011. — 342 с. — Розд.6, підрозд. 6.3. — С. 172—180.
- Малік М. Й., Шпикуляк О. Г. Інститути та інституції у розвитку аграрної сфери економіки Економіка АПК.- 2011.-№ 7. — С169-176.
- Малік М. Й. Розвиток малих підприємницьких форм / Розвиток малих підприємницьких форм Організаційно-економічна модернізація аграрної сфери: наукова доповідь / за заг.ред. акад. НААН П. Т. Саблука. К.: ННЦ ІАЕ, 2011.- 342с- Розд.6, підрозд.6.2.- С. 167—172.
- Бойко В. І., Скупий В.М, Козак О.А та ін. Ринкові трансформації і пріоритети регіонального розвитку виробництва аграрної продукції Монографія К.: ННЦІАЕ, 2011.
- Козак О. А. Світовий продовольчий прогноз та оцінка сценарію для України Вісник Сумського національного аграрного університету. Серія «Економіка і менеджмент», випуск, 2011. 5/2.
- Лупенко Ю. О., Малік М. Й., Гриценко М. П., Корінець Р. Я. Сільськогосподарські обслуговуючі кооперативи: формування і функціонування. Методичні рекомендації. К.: ННЦ ІАЕ, 2012, 68 с.
- Розвиток обов'язкового страхування цивільно-правової відповідальності в Росії / М. Малік, І. Семенчук // Вісник КНУ імені Тараса Шевченка. Економіка. — 2014. — № 156. — С. 11 — 15.